# Rhescyntis
Rhescyntis é um gênero de mariposas, ou traças, neotropicais pertencentes à família Saturniidae e subfamília Arsenurinae, contendo espécies de hábitos noturnos, encontradas na floresta tropical e subtropical úmida da América do Sul e em habitat de cerrado. Foi classificado por Jacob Hübner em 1819, na obra Verzeichniss bekannter Schmettlinge; a sua espécie-tipo, Rhescyntis hippodamia, classificada em 1777 por Pieter Cramer com o nome Phalaena hippodamia. Suas lagartas possuem coloração esverdeada e são desprovidas de cerdas urticantes, se alimentando de plantas dos gêneros Otoba, Virola (família Myristicaceae) ou Ligustrum (família Oleaceae). Como uma regra mais ou menos geral nessa família o tamanho do corpo desses insetos é relativamente pequeno em relação ao tamanho de suas asas.

## Espécies
De acordo com o Global Biodiversity Information Facility/BOLD Systems; com asterisco (*) estão as espécies registradas para o Brasil (fonteː SiBBr - Sistema de Informação sobre a Biodiversidade Brasileira; entre parênteses os cientistas que tiveram os nomes originais de seus gêneros modificados para Rhescyntis).
- Rhescyntis descimoni Lemaire, 1975
- Rhescyntis hermes (Rothschild, 1907)*
- Rhescyntis hippodamia (Cramer, 1777)*
- Rhescyntis pseudomartii Lemaire, 1976*
- Rhescyntis reducta Becker & Camargo, 2001*